# Circonscription de Zegemeshint
La circonscription de Zegemeshint est une des 135 circonscriptions législatives de l'État fédéré Amhara, elle se situe dans la Zone Ouest Godjam. Son représentant actuel est Goeshu Anbaye Gebremaryam.